# Ulvfjället
Ulvfjället är ett naturreservat i Säffle kommun i Värmlands län.
Området är naturskyddat sedan 2006 och är 59 hektar stort. Reservatet omfattar toppen av Ulvfjället och dess södra del med sluttningar . Reservatet består av naturskogsartad gammal barrskog med inslag av lövträd. 